# Camerana
Camerana é uma comuna italiana da região do Piemonte, província de Cuneo, com cerca de 723 habitantes. Estende-se por uma área de 23 km², tendo uma densidade populacional de 31 hab/km². Faz fronteira com Gottasecca, Mombarcaro, Monesiglio, Montezemolo, Sale delle Langhe, Sale San Giovanni, Saliceto.

## Demografia
| Variação demográfica do município entre 1861 e 2011                               |
|                                                                                   |
| Fonte: Istituto Nazionale di Statistica (ISTAT) - Elaboração gráfica da Wikipedia |